# Лунхай
Лунха́й (кит. упр. 龙海, пиньинь Lónghǎi) — городской уезд городского округа Чжанчжоу провинции Фуцзянь (КНР).

## История
В эпоху Южных и северных династий в 540 году, когда эти места входили в состав южной империи Лян, был создан уезд Лунси (龙溪县). Во времена империи Тан в 686 году была создана Чжанчжоуская область (漳州), власти которой в 786 году переехали в уезд Лунси. С той поры всё время существования императорского Китая власти различных административных единиц, управляющих регионом, размещались именно в уезде Лунси. Во времена империи Мин в 1567 году из смежных земель уездов Лунси и Чжанпу был создан уезд Хайчэн (海澄县).
Во время гражданской войны эти места были заняты войсками коммунистов лишь на её завершающем этапе, в конце 1949 — начале 1950 годов; находящийся далеко от берега остров Дундин так и остался под контролем гоминьдановцев, и был включён тайваньскими властями в состав уезда Цзиньмэнь. В марте 1950 года был создан Специальный район Чжанчжоу (漳州专区), и уезды Лунси и Хайчэн вошли в его состав. В июне 1951 года урбанизированная часть уезда Лунси была выделена в отдельный городской уезд Чжанчжоу. В марте 1955 года Специальный район Чжанчжоу был переименован в Специальный район Лунси (龙溪专区). В октябре 1958 года восточная часть уезда Хайчэн была передана в состав Сямэня.
В августе 1960 года уезды Лунси и Хайчэн были объединены в уезд Лунхай (龙海县). В сентябре 1970 года Специальный район Лунси был переименован в Округ Лунси (龙溪地区).
Постановлением Госсовета КНР от мая 1985 года округ Лунси был преобразован в городской округ Чжанчжоу.
В 1993 году уезд Лунхай был преобразован в городской уезд.
Постановлением Госсовета КНР от 31 мая 1996 года из смежных территорий района Сянчэн и городского уезда Лунхай был образован район Лунвэнь.

## Административное деление
Городской уезд делится на 1 уличный комитет, 11 посёлков, 1 волость и 1 национальную волость.